# Kim Novak
Kim Novak   (Chicago, 13 de febrer de 1933) és una actriu estatunidenca. Fou una de les estrelles del cinema més populars en la dècada del 1950. Potser la seva interpretació més recordada és la que fa a Vertigen (D'entre els morts) d'Alfred Hitchcock (1958).

## Primers anys de vida
Marilyn Pauline Novak va néixer a Chicago, Illinois, catòlica d'origen txec. El seu pare era oficinista del ferrocarril i abans professor; la seva mare, també havia estat mestra. Eren pares de dues filles. Va ser una estudiant més que brillant, i el seu interès per la psicologia i pel teatre la van portar a seguir uns cursos d'art dramàtic que li van descobrir a si mateixa les seves possibilitats d'actriu. Va interpretar a l'Escola Superior un dels principals personatges de l'obra de Thorton Wilder La nostra ciutat, i aviat es va independitzar de la seva família per buscar ocupacions que li permetessin pagar els estudis.
Després de graduar-se de secundària, va iniciar una carrera com a model de moda juvenil per a uns grans magatzems locals. Més endavant va rebre una beca en una escola de models i va continuar amb aquesta feina a mitja jornada. També va treballar com a ascensorista, caixera i assistent de dentista.
Després d'haver voltat per tot el país fent demostracions per a una empresa de neveres ("Miss Deepfreeze"), Kim Novak es va mudar a Los Angeles, Califòrnia, on va continuar fent de model. Va fer una aparició com a model, dreta en una escala, en la pel·lícula de la RKO La línia francesa de 1954. En aquest film, Novak no figura en els crèdits.

## Carrera
Un dels habituals caçadors de talents, Harry Cohn, que buscava una nova bellesa per substituir la rebel i difícil Rita Hayworth, la va descobrir a Los Angeles i li va proposar una prova de pantalla als estudis de la Columbia Pictures. Harry Cohn li va dir de perdre pes i va aconseguir imposar-li que dugués sostenidors. Va fer classes d'interpretació, que va haver de pagar ella mateixa. Tot plegat li va valdre un avantatjós contracte i l'oportunitat de filmar la seva primera pel·lícula, ja de protagonista, al costat de Fred MacMurray. El film es va titular La casa número 322 i va suposar per a la jove Novak, rebatejada en els departaments de publicitat amb el nom de Kim, el seu primer i important pas cap a la fama. Novak va signar un contracte de sis mesos. La Columbia va decidir convertir aquesta actriu, rossa i de bust generós, la seva pròpia versió de Marilyn Monroe. L'actriu feia servir el nom Marilyn Novak; l'estudi volia que se'l canviés per Kit Marlowe. Com que ella volia conservar el cognom, va resistir totes les pressions per canviar-lo. Finalment es van posar d'acord en el nom artístic de "Kim Novak". Malgrat que el seu paper no era el més rellevant, la seva bellesa va cridar l'atenció dels aficionats i dels crítics.
Després va interpretar la femme fatale Janis a Phffft! (1954) amb Judy Holliday, Jack Lemmon i Jack Carson. Va rebre bones crítiques i cada cop més gent volia veure la nova estrella (va rebre moltes cartes d'admiradors). Va continuar apareixent en pel·lícules d'èxit.
Gràcies al seu paper com a Madge Owens a Picnic (1955), amb William Holden, Novak va guanyar un Globus d'or com a actriu revelació i el premi especial del món del cinema. També la van nominar a un premi BAFTA del cinema anglès en la categoria d'actriu estrangera.
Va fer el paper de Molly a L'home del braç d'or (1955) amb Frank Sinatra i Eleanor Parker per a la productora United Artists. Va ser un èxit rotund. Un cop més actuaria al costat de Sinatra a Pal Joey (1957), on també va intervenir Rita Hayworth. La seva fama era tal que va posar per a la portada de la revista Time el 29 de juliol de 1957. Aquell mateix any es va declarar en vaga en protesta pel seu salari: 1.250 dòlars a la setmana.

## Filmografia
- 1953: La línia francesa (The French Line) de Lloyd Bacon: Una model a l'escala (no surt als crèdits)
- 1954: La casa número 322 (Pushover) de Richard Quine: Lona McLane
- 1954: Tururut! (Phffft) de Mark Robson: Janis
- 1955: Son of Sinbad de Ted Tetzlaff: Una pirata (no surt als crèdits)
- 1955: 5 Against the House de Phil Karlson: Kay Greylek
- 1955: Pícnic (Picnic) de Joshua Logan: Madge Owens
- 1955: L'home del braç d'or (The Man with the Golden Arm) d'Otto Preminger: Molly
- 1956: La història d'Eddy Duchin (The Eddy Duchin Story) de George Sidney: Marjorie Oelrichs Duchin
- 1957: Jeanne Eagels de George Sidney: Jeanne Eagels
- 1957: Pal Joey de George Sidney Linda English
- 1958: Vertigen (D'entre els morts) (Vertigo) d'Alfred Hitchcock; Madeleine Elster / Judy Barton
- 1958: Em vaig enamorar d'una bruixa (Bell Book and Candle) de Richard Quine: Gillian « Gil » Holroyd
- 1959: Middle of the Night de Delbert Mann: Betty Preisser
- 1960: Un estrany a la meva vida (Strangers When We Meet) de Richard Quine: Maggie Gault
- 1960: Pepe de George Sidney: Aparició en el seu propi paper
- 1962: La misteriosa dama de negre (The Notorious Landlady) de Richard Quine: Carlyle Hardwicke
- 1962: Boys' Night Out de Michael Gordon: Cathy
- 1964: Servitud humana (Of Human Bondage) de Bryan Forbes: Mildred Rogers
- 1964: Kiss me, stupid! de Billy Wilder: Polly the Pistol
- 1969: El gran robatori (The Great Bank Robbery): Lyda Kebanov
- 1973: The Third Girl from the Left (Telefilm) de Peter Medak: Gloria Joyce
- 1975: Satan's Triangle (Telefilm) de Sutton Roley: Eva
- 1977: The White Buffalo de Jack Lee Thompson: Poker Jenny Schermerhorn
- 1979: Schöner Gigolo, armer Gigolo de David Hemmings: Helga
- 1980: El mirall trencat (The Mirror Crack'd) de Guy Hamilton: Lola Brewster
- 1985: Alfred Hitchcock presents (1985) (sèrie): Rosa (Pilot, episodi Man from the South)
- 1987: Es hat mich sehr gefreut (curt) de Mara Mattuschka
- 1986-1987: Falcon Crest (sèrie): Kit Marlowe (Temporada 6, 19 episodis)
- 1990: The Children, de Tony Palmer: Rose Sellars
- 1991: Liebestraum de Mike Figgis Lillian Anderson Munnsen